# Costa Rica en los Juegos Olímpicos de la Juventud 2018
La participación de Costa Rica en los Juegos Olímpicos de la Juventud de Buenos Aires 2018 fue la tercera en esta competencia. Estos juegos se realizan en la ciudad de Buenos Aires, Argentina, del 6 al 18 de octubre.
Costa Rica es representada por 17 atletas, siendo su mayor participación en estas justas olímpicas, superando a los cinco deportistas de Singapur 2010 y los otros tres de Nankín 2014. La abanderada de la delegación fue la esgrimista Karina Dyner Villa.

## Atletismo
Masculino
| Atleta                | Evento           | Etapa 1 | Etapa 1  | Etapa 2 | Etapa 2  | Posición final |
| Atleta                | Evento           | Tiempo  | Posición | Tiempo  | Posición | Posición final |
| --------------------- | ---------------- | ------- | -------- | ------- | -------- | -------------- |
| Mauricio Lizano Ávila | 400 m con vallas | 56.00   | 8        | 55.90   | 7        | 14.°           |

## Esgrima
Costa Rica recibió una cuota para competir por el comité tripartito.
| Atletas            | Evento          | Clasificación   | Cabeza de serie | Ronda de 16     | Cuartos de final | Semifinales     | Final / 3°-4° puesto |
| Atletas            | Evento          | Cabeza de serie | Cabeza de serie | Rival Resultado | Rival Resultado  | Rival Resultado | Rival Resultado      |
| ------------------ | --------------- | --------------- | --------------- | --------------- | ---------------- | --------------- | -------------------- |
| Karina Dyner Villa | Espada femenino | 2 G - 4 P       | 11              | Dekany P 10-15  | Eliminada        | Eliminada       | Eliminada            |

## Futsal
Torneo masculino
| - José Daniel Mairena Ortega - Gabriel Andrés Garro Coto - José Pablo Madriz Araya - Sebastián Mora Cubillo - Kevin Antonio Vado Moncada | - Josué Jesús Chavarria Rodríguez - Dilan Báez Loaciga - Jafeth Calvajal Montero - Iván Jafeth Corrales Araya - Yosel Andrey León Pérez |

| Equipo        | J | G | S | P | GA | GC | DIF | Puntos |
| ------------- | - | - | - | - | -- | -- | --- | ------ |
| Brasil        | 4 | 4 | 0 | 0 | 25 | 4  | 21  | 12     |
| Rusia         | 4 | 3 | 0 | 1 | 19 | 12 | 7   | 9      |
| Irán          | 4 | 2 | 0 | 2 | 19 | 11 | 8   | 6      |
| Costa Rica    | 4 | 1 | 0 | 3 | 17 | 27 | -10 | 3      |
| Islas Salomón | 4 | 0 | 0 | 4 | 13 | 39 | -28 | 0      |

Fase de grupos
| 7 de octubre de 2018, 18:00 | Costa Rica | 1:6 (0:4) | Rusia | CeNARD, Buenos Aires |  |
|                             |            | Reporte   |       |                      |  |

| 9 de octubre de 2018, 18:00 | Islas Salomón | 6:11 (3:6) | Costa Rica | Estadio Principal de Fútsal, Buenos Aires |  |
|                             |               | Reporte    |            |                                           |  |

| 11 de octubre de 2018, 18:00 | Brasil | 6:2 (3:0) | Costa Rica | Estadio Principal de Fútsal, Buenos Aires |  |
|                              |        | Reporte   |            |                                           |  |

| 13 de octubre de 2018, 18:00 | Costa Rica | 3:9 (3:6) | Irán | Estadio Principal de Fútsal, Buenos Aires |  |
|                              |            | Reporte   |      |                                           |  |

Posición final: 8.° lugar

## Gimnasia

### Gimnasia artística
Femenino
| Atleta         | Evento                 | Suelo   | Suelo   | Salto   | Salto   | Barras asimetricas | Barras asimetricas | Viga de equilibrio | Viga de equilibrio | Total   | Total   |
| Atleta         | Evento                 | Puntaje | Ranking | Puntaje | Ranking | Puntaje            | Ranking            | Puntaje            | Ranking            | Puntaje | Ranking |
| -------------- | ---------------------- | ------- | ------- | ------- | ------- | ------------------ | ------------------ | ------------------ | ------------------ | ------- | ------- |
| Camila Montoya | Clasificación femenina | 12.066  | 16      | 12.366  | -       | 11.466             | 19                 | 11.466             | 16                 | 47.364  | 15      |
| Camila Montoya | Competencia múltiple   | 12.066  | -       | 11.666  | -       | 11.333             | -                  | 10.566             | -                  | 46.298  | 17      |

Camila Montoya fue integrante del equipo Max Whitlock en la competencia por equipos en gimnasia, donde participó como parte de la escuadra de gimnastas artísticas, junto a la rusa Ksenia Klimenko y la egipcia Zeína Ibrahim, y demás representantes de las otras ramas de la gimnasia, provenientes de Argentina, Japón, Ecuador, España, Portugal, Gran Bretaña, Malasia, Kazajistán y Estonia. Con un puntaje de 349 puntos, siendo 69 de ellos por parte de la performance de Montoya, lograron salir segundos, obteniendo la medalla de plata. La medalla de oro fue para el equipo Simone Biles, con 293 puntos.

## Natación
Masculino
| Atleta              | Evento      | Preliminar | Preliminar | Final     | Final     |
| Atleta              | Evento      | Tiempo     | Posición   | Tiempo    | Posición  |
| ------------------- | ----------- | ---------- | ---------- | --------- | --------- |
| David Rosales Solís | 100 m braza | 1:06.32    | 5          | No avanzó | No avanzó |
| David Rosales Solís | 200 m braza | 2:24.37    | 3          | No avanzó | No avanzó |

Femenino
| Atleta                       | Evento             | Preliminar | Preliminar | Final     | Final     |
| Atleta                       | Evento             | Tiempo     | Posición   | Tiempo    | Posición  |
| ---------------------------- | ------------------ | ---------- | ---------- | --------- | --------- |
| María Beatriz Patrón Salazar | 100 m estilo libre | 58.66      | 2          | No avanzó | No avanzó |

| Atleta                       | Evento         | Preliminar | Preliminar | Semifinal | Semifinal | Final     | Final     |
| Atleta                       | Evento         | Tiempo     | Posición   | Tiempo    | Posición  | Tiempo    | Posición  |
| ---------------------------- | -------------- | ---------- | ---------- | --------- | --------- | --------- | --------- |
| María Beatriz Patrón Salazar | 50 m mariposa  | 27.56      | 3          | 28.18     | 8         | No avanzó | No avanzó |
| María Beatriz Patrón Salazar | 100 m mariposa | 1:02.07    | 1          | 1:01.99   | 7         | No avanzó | No avanzó |

## Voleibol de playa
Costa Rica calificó a la selección masculina por su desempeño en el Campeonato AFECAVOL Zona sub-19 2018.
| Atletas                           | Evento           | Ronda preliminar                     | Ronda de 24                      | Ronda de 16                            | Cuartos de final  | Semifinales       | Final / Tercer-Cuarto lugar | Posición |
| Atletas                           | Evento           | Rivales Resultado                    | Rivales Resultado                | Rivales Resultado                      | Rivales Resultado | Rivales Resultado | Rivales Resultado           | Posición |
| --------------------------------- | ---------------- | ------------------------------------ | -------------------------------- | -------------------------------------- | ----------------- | ----------------- | --------------------------- | -------- |
| Alexandre Lezcano Criforth Fallas | Torneo masculino | Lanteri Palmaro G 2-0 (21-11, 21-17) | Osorio Gabo G 2-0 (21-18, 21-17) | Pfretzschner John P 0-2 (14-21, 10-21) | Eliminados        | Eliminados        | Eliminados                  | 9.°      |
| Alexandre Lezcano Criforth Fallas | Torneo masculino | Hajos Streli P 0-2 (14-21, 17-21)    | Osorio Gabo G 2-0 (21-18, 21-17) | Pfretzschner John P 0-2 (14-21, 10-21) |                   |                   |                             | 9.°      |
| Alexandre Lezcano Criforth Fallas | Torneo masculino | Carboo Tsatsu G 2-0 (21-16, 21-18)   | Osorio Gabo G 2-0 (21-18, 21-17) | Pfretzschner John P 0-2 (14-21, 10-21) |                   |                   |                             | 9.°      |